# Laura Lindstedt
Laura Lindstedt (Kajaani, 1º maggio 1976) è una scrittrice finlandese.

## Biografia
Nata nel 1976 a Kajaani, vive e lavora a Helsinki.
Dopo il liceo nella città natale, ha studiato letteratura, filosofia teorica, francese, storia dell'arte e semiotica all'Università di Helsinki completando il dottorato con una tesi sulla scrittrice Nathalie Sarraute.
Dopo l'esordio nel 2007 con Sakset, incentrato sul tema dell'adozione, nel 2015 ha pubblicato Oneiron, storia di sette donne appena trapassate che rivivono in una sorta di spazio bianco le loro esistenze senza ricordare i motivi della loro dipartita.
Autrice di un terzo romanzo, La mia amica Natalia, pubblicato nel 2019, nel 2015 è stata insignita del prestigioso Premio Finlandia.

## Opere

### Romanzi
- Sakset (2007)
- Oneiron (2015), Roma, Elliot, 2016 traduzione di Irene Sorrentino ISBN 978-88-6993-183-3.
- La mia amica Natalia (Ystäväni Natalia, 2019), Roma, Elliot, 2020 traduzione di Irene Sorrentino ISBN 978-88-6993-911-2.

## Premi e riconoscimenti
- Premio Finlandia: 2015 vincitrice con Oneiron
- Premio Runeberg: 2016 finalista con Oneiron